# Éternoz-Vallée-du-Lison
Éternoz-Vallée-du-Lison è un comune francese di 345 abitanti situato nel dipartimento del Doubs nella regione della Borgogna-Franca Contea. È stato istituito il 1 gennaio 2025 dalla fusione dei precedenti comuni di Éternoz e Saraz.